# Attendorf
Attendorf är en ort i Österrike. Den ligger i kommunen Hitzendorf i förbundslandet Steiermark. Orten var till och med 2014 huvudort i kommunen Attendorf, med 1 823 invånare 1 januari 2015, som även omfattade orterna Attendorfberg, Mantscha, Mühlriegl, Riederhof, Schadendorfberg, Stein och 
Södingberg.